# 2005年のアメリカンリーグチャンピオンシップシリーズ
2005年の野球において、メジャーリーグベースボール（MLB）のポストシーズンは10月4日に開幕した。アメリカンリーグの第36回リーグチャンピオンシップシリーズ（英語: 36th American League Championship Series、以下「リーグ優勝決定戦」と表記）は、11日から16日にかけて計5試合が開催された。その結果、シカゴ・ホワイトソックス（中地区）がロサンゼルス・エンゼルス・オブ・アナハイム（西地区）を4勝1敗で下し、46年ぶり6回目のリーグ優勝および5回目のワールドシリーズ進出を果たした。
両球団がポストシーズンで対戦するのはこれが初めて。この年のレギュラーシーズンでは両球団は10試合対戦し、エンゼルスが6勝4敗と勝ち越していた。今シリーズでは、ホワイトソックスの先発ローテーション4投手が第2戦から4試合連続で完投勝利を挙げた。4試合連続完投勝利はポストシーズン史上、1928年ワールドシリーズでのニューヨーク・ヤンキース以来77年ぶりである。このうち第2戦ではホワイトソックスがサヨナラ勝利を収めたが、サヨナラの走者A.J.ピアジンスキーを出塁させた振り逃げ判定が物議を醸した。今シリーズ後ピアジンスキーは、エンゼルス戦のたびに相手ファンからブーイングを浴び続けることとなる。シリーズMVPには、第3戦・第4戦の2試合連続で初回表に本塁打を放つなど、5試合で打率.286・2本塁打・7打点・OPS.937という成績を残したホワイトソックスのポール・コネルコが選出された。このあとホワイトソックスは、ワールドシリーズでもナショナルリーグ王者ヒューストン・アストロズを4勝0敗で下し、88年ぶり3度目の優勝を成し遂げた。

## 試合結果
2005年のアメリカンリーグ優勝決定戦は10月11日に開幕し、途中に移動日を挟んで6日間で5試合が行われた。日程・結果は以下の通り。
| 日付                                                     | 試合  | ビジター球団（先攻）     | スコア | ホーム球団（後攻）       | 開催球場                                | 開催球場                                                             |
| -------------------------------------------------------- | ----- | ------------------------ | ------ | ------------------------ | --------------------------------------- | -------------------------------------------------------------------- |
| 10月11日（火）                                           | 第1戦 | ロサンゼルス・エンゼルス | 3－2   | シカゴ・ホワイトソックス | U.S.セルラー・フィールド                | U.S.セルラー・ · フィールドエンゼル・スタジアム・ · オブ・アナハイム |
| 10月12日（水）                                           | 第2戦 | ロサンゼルス・エンゼルス | 1－2x  | シカゴ・ホワイトソックス | U.S.セルラー・フィールド                | U.S.セルラー・ · フィールドエンゼル・スタジアム・ · オブ・アナハイム |
| 10月13日（木）                                           |       | 移動日                   | 移動日 | 移動日                   |                                         | U.S.セルラー・ · フィールドエンゼル・スタジアム・ · オブ・アナハイム |
| 10月14日（金）                                           | 第3戦 | シカゴ・ホワイトソックス | 5－2   | ロサンゼルス・エンゼルス | エンゼル・スタジアム・ オブ・アナハイム | U.S.セルラー・ · フィールドエンゼル・スタジアム・ · オブ・アナハイム |
| 10月15日（土）                                           | 第4戦 | シカゴ・ホワイトソックス | 8－2   | ロサンゼルス・エンゼルス | エンゼル・スタジアム・ オブ・アナハイム | U.S.セルラー・ · フィールドエンゼル・スタジアム・ · オブ・アナハイム |
| 10月16日（日）                                           | 第5戦 | シカゴ・ホワイトソックス | 6－3   | ロサンゼルス・エンゼルス | エンゼル・スタジアム・ オブ・アナハイム | U.S.セルラー・ · フィールドエンゼル・スタジアム・ · オブ・アナハイム |
| 優勝：シカゴ・ホワイトソックス（4勝1敗 / 46年ぶり6度目） |       |                          |        |                          |                                         | U.S.セルラー・ · フィールドエンゼル・スタジアム・ · オブ・アナハイム |

### 第1戦 10月11日
- U.S.セルラー・フィールド（イリノイ州シカゴ）

|                          | 1 | 2 | 3 | 4 | 5 | 6 | 7 | 8 | 9 | R | H | E |
| ------------------------ | - | - | - | - | - | - | - | - | - | - | - | - |
| ロサンゼルス・エンゼルス | 0 | 1 | 2 | 0 | 0 | 0 | 0 | 0 | 0 | 3 | 7 | 1 |
| シカゴ・ホワイトソックス | 0 | 0 | 1 | 1 | 0 | 0 | 0 | 0 | 0 | 2 | 7 | 0 |

1. 勝利：ポール・バード（1勝）
2. セーブ：フランシスコ・ロドリゲス（1S）
3. 敗戦：ホセ・コントレラス（1敗）
4. 本塁打
LAA：ギャレット・アンダーソン1号ソロ
CWS：ジョー・クリーディ1号ソロ
5. 審判
［球審］ジェリー・クロフォード
［塁審］一塁: ダグ・エディングス、二塁: テッド・バレット、三塁: ロン・カルパ
［外審］左翼: エド・ラピュアーノ、右翼: ランディ・マーシュ
6. 試合開始時刻: 中部夏時間（UTC-5）午後7時19分  試合時間: 2時間47分  観客: 4万659人  気温: 61°F（16.1°C）
詳細: MLB.com Gameday / ESPN.com / Baseball-Reference.com / Fangraphs

| ロサンゼルス・エンゼルス | ロサンゼルス・エンゼルス | ロサンゼルス・エンゼルス | ロサンゼルス・エンゼルス | ロサンゼルス・エンゼルス                                                                                                  | シカゴ・ホワイトソックス | シカゴ・ホワイトソックス | シカゴ・ホワイトソックス | シカゴ・ホワイトソックス | シカゴ・ホワイトソックス |
| ------------------------ | ------------------------ | ------------------------ | ------------------------ | --- | ------------------------ | ------------------------ | ------------------------ | ------------------------ | --- |
| 打順                     | 守備                     | 選手                     | 打席                     | P・バードB・モリーナD・アース · タッドA・ケネディC・フィギンズO・カブレラG・アンダーソンS・フィンリーJ・リベラV・ゲレーロ | 打順                     | 守備                     | 選手                     | 打席                     | J・コントレラスA・ピアジンスキーP・コネルコ井口資仁J・クリーディJ・ウリーベS・ポドセド · ニックA・ローワンドJ・ダイC・エバレット |
| 1                        | 三                       | C・フィギンズ            | 両                       | P・バードB・モリーナD・アース · タッドA・ケネディC・フィギンズO・カブレラG・アンダーソンS・フィンリーJ・リベラV・ゲレーロ | 1                        | 左                       | S・ポドセドニック        | 左                       | J・コントレラスA・ピアジンスキーP・コネルコ井口資仁J・クリーディJ・ウリーベS・ポドセド · ニックA・ローワンドJ・ダイC・エバレット |
| 2                        | 遊                       | O・カブレラ              | 右                       | P・バードB・モリーナD・アース · タッドA・ケネディC・フィギンズO・カブレラG・アンダーソンS・フィンリーJ・リベラV・ゲレーロ | 2                        | 二                       | 井口資仁                 | 右                       | J・コントレラスA・ピアジンスキーP・コネルコ井口資仁J・クリーディJ・ウリーベS・ポドセド · ニックA・ローワンドJ・ダイC・エバレット |
| 3                        | DH                       | V・ゲレーロ              | 右                       | P・バードB・モリーナD・アース · タッドA・ケネディC・フィギンズO・カブレラG・アンダーソンS・フィンリーJ・リベラV・ゲレーロ | 3                        | 右                       | J・ダイ                  | 右                       | J・コントレラスA・ピアジンスキーP・コネルコ井口資仁J・クリーディJ・ウリーベS・ポドセド · ニックA・ローワンドJ・ダイC・エバレット |
| 4                        | 左                       | G・アンダーソン          | 左                       | P・バードB・モリーナD・アース · タッドA・ケネディC・フィギンズO・カブレラG・アンダーソンS・フィンリーJ・リベラV・ゲレーロ | 4                        | 一                       | P・コネルコ              | 右                       | J・コントレラスA・ピアジンスキーP・コネルコ井口資仁J・クリーディJ・ウリーベS・ポドセド · ニックA・ローワンドJ・ダイC・エバレット |
| 5                        | 捕                       | B・モリーナ              | 右                       | P・バードB・モリーナD・アース · タッドA・ケネディC・フィギンズO・カブレラG・アンダーソンS・フィンリーJ・リベラV・ゲレーロ | 5                        | DH                       | C・エバレット            | 両                       | J・コントレラスA・ピアジンスキーP・コネルコ井口資仁J・クリーディJ・ウリーベS・ポドセド · ニックA・ローワンドJ・ダイC・エバレット |
| 6                        | 一                       | D・アースタッド          | 左                       | P・バードB・モリーナD・アース · タッドA・ケネディC・フィギンズO・カブレラG・アンダーソンS・フィンリーJ・リベラV・ゲレーロ | 6                        | 中                       | A・ローワンド            | 右                       | J・コントレラスA・ピアジンスキーP・コネルコ井口資仁J・クリーディJ・ウリーベS・ポドセド · ニックA・ローワンドJ・ダイC・エバレット |
| 7                        | 右                       | J・リベラ                | 右                       | P・バードB・モリーナD・アース · タッドA・ケネディC・フィギンズO・カブレラG・アンダーソンS・フィンリーJ・リベラV・ゲレーロ | 7                        | 捕                       | A・ピアジンスキー        | 左                       | J・コントレラスA・ピアジンスキーP・コネルコ井口資仁J・クリーディJ・ウリーベS・ポドセド · ニックA・ローワンドJ・ダイC・エバレット |
| 8                        | 中                       | S・フィンリー            | 左                       | P・バードB・モリーナD・アース · タッドA・ケネディC・フィギンズO・カブレラG・アンダーソンS・フィンリーJ・リベラV・ゲレーロ | 8                        | 三                       | J・クリーディ            | 右                       | J・コントレラスA・ピアジンスキーP・コネルコ井口資仁J・クリーディJ・ウリーベS・ポドセド · ニックA・ローワンドJ・ダイC・エバレット |
| 9                        | 二                       | A・ケネディ              | 左                       | P・バードB・モリーナD・アース · タッドA・ケネディC・フィギンズO・カブレラG・アンダーソンS・フィンリーJ・リベラV・ゲレーロ | 9                        | 遊                       | J・ウリーベ              | 右                       | J・コントレラスA・ピアジンスキーP・コネルコ井口資仁J・クリーディJ・ウリーベS・ポドセド · ニックA・ローワンドJ・ダイC・エバレット |
| 先発投手                 | 先発投手                 | 先発投手                 | 投球                     | P・バードB・モリーナD・アース · タッドA・ケネディC・フィギンズO・カブレラG・アンダーソンS・フィンリーJ・リベラV・ゲレーロ | 先発投手                 | 先発投手                 | 先発投手                 | 投球                     | J・コントレラスA・ピアジンスキーP・コネルコ井口資仁J・クリーディJ・ウリーベS・ポドセド · ニックA・ローワンドJ・ダイC・エバレット |
| P・バード                | P・バード                | P・バード                | 右                       | P・バードB・モリーナD・アース · タッドA・ケネディC・フィギンズO・カブレラG・アンダーソンS・フィンリーJ・リベラV・ゲレーロ | J・コントレラス          | J・コントレラス          | J・コントレラス          | 右                       | J・コントレラスA・ピアジンスキーP・コネルコ井口資仁J・クリーディJ・ウリーベS・ポドセド · ニックA・ローワンドJ・ダイC・エバレット |

### 第2戦 10月12日
- U.S.セルラー・フィールド（イリノイ州シカゴ）

|                          | 1 | 2 | 3 | 4 | 5 | 6 | 7 | 8 | 9  | R | H | E |
| ------------------------ | - | - | - | - | - | - | - | - | -- | - | - | - |
| ロサンゼルス・エンゼルス | 0 | 0 | 0 | 0 | 1 | 0 | 0 | 0 | 0  | 1 | 5 | 3 |
| シカゴ・ホワイトソックス | 1 | 0 | 0 | 0 | 0 | 0 | 0 | 0 | 1x | 2 | 7 | 1 |

1. 勝利：マーク・バーリー（1勝）
2. 敗戦：ケルビム・エスコバー（1敗）
3. 本塁打
LAA：ロブ・クインラン1号ソロ
4. 審判
［球審］ダグ・エディングス
［塁審］一塁: テッド・バレット、二塁: ロン・カルパ、三塁: エド・ラピュアーノ
［外審］左翼: ランディ・マーシュ、右翼: ジェリー・クロフォード
5. 試合開始時刻: 中部夏時間（UTC-5）午後7時28分  試合時間: 2時間34分  観客: 4万1013人  気温: 62°F（16.7°C）
詳細: MLB.com Gameday / ESPN.com / Baseball-Reference.com / Fangraphs

| ロサンゼルス・エンゼルス | ロサンゼルス・エンゼルス | ロサンゼルス・エンゼルス | ロサンゼルス・エンゼルス | ロサンゼルス・エンゼルス | シカゴ・ホワイトソックス | シカゴ・ホワイトソックス | シカゴ・ホワイトソックス | シカゴ・ホワイトソックス | シカゴ・ホワイトソックス |
| ------------------------ | ------------------------ | ------------------------ | ------------------------ | --- | ------------------------ | ------------------------ | ------------------------ | ------------------------ | --- |
| 打順                     | 守備                     | 選手                     | 打席                     | J・ウォッシュバーンJ・モリーナD・アース · タッドA・ケネディR・クインランO・カブレラG・アンダーソンC・フィギンズV・ゲレーロB・モリーナ | 打順                     | 守備                     | 選手                     | 打席                     | M・バーリーA・ピアジンスキーP・コネルコ井口資仁J・クリーディJ・ウリーベS・ポドセド · ニックA・ローワンドJ・ダイC・エバレット |
| 1                        | 中                       | C・フィギンズ            | 両                       | J・ウォッシュバーンJ・モリーナD・アース · タッドA・ケネディR・クインランO・カブレラG・アンダーソンC・フィギンズV・ゲレーロB・モリーナ | 1                        | 左                       | S・ポドセドニック        | 左                       | M・バーリーA・ピアジンスキーP・コネルコ井口資仁J・クリーディJ・ウリーベS・ポドセド · ニックA・ローワンドJ・ダイC・エバレット |
| 2                        | 遊                       | O・カブレラ              | 右                       | J・ウォッシュバーンJ・モリーナD・アース · タッドA・ケネディR・クインランO・カブレラG・アンダーソンC・フィギンズV・ゲレーロB・モリーナ | 2                        | 二                       | 井口資仁                 | 右                       | M・バーリーA・ピアジンスキーP・コネルコ井口資仁J・クリーディJ・ウリーベS・ポドセド · ニックA・ローワンドJ・ダイC・エバレット |
| 3                        | 右                       | V・ゲレーロ              | 右                       | J・ウォッシュバーンJ・モリーナD・アース · タッドA・ケネディR・クインランO・カブレラG・アンダーソンC・フィギンズV・ゲレーロB・モリーナ | 3                        | 右                       | J・ダイ                  | 右                       | M・バーリーA・ピアジンスキーP・コネルコ井口資仁J・クリーディJ・ウリーベS・ポドセド · ニックA・ローワンドJ・ダイC・エバレット |
| 4                        | DH                       | B・モリーナ              | 右                       | J・ウォッシュバーンJ・モリーナD・アース · タッドA・ケネディR・クインランO・カブレラG・アンダーソンC・フィギンズV・ゲレーロB・モリーナ | 4                        | 一                       | P・コネルコ              | 右                       | M・バーリーA・ピアジンスキーP・コネルコ井口資仁J・クリーディJ・ウリーベS・ポドセド · ニックA・ローワンドJ・ダイC・エバレット |
| 5                        | 左                       | G・アンダーソン          | 左                       | J・ウォッシュバーンJ・モリーナD・アース · タッドA・ケネディR・クインランO・カブレラG・アンダーソンC・フィギンズV・ゲレーロB・モリーナ | 5                        | DH                       | C・エバレット            | 両                       | M・バーリーA・ピアジンスキーP・コネルコ井口資仁J・クリーディJ・ウリーベS・ポドセド · ニックA・ローワンドJ・ダイC・エバレット |
| 6                        | 中                       | R・クインラン            | 右                       | J・ウォッシュバーンJ・モリーナD・アース · タッドA・ケネディR・クインランO・カブレラG・アンダーソンC・フィギンズV・ゲレーロB・モリーナ | 6                        | 中                       | A・ローワンド            | 右                       | M・バーリーA・ピアジンスキーP・コネルコ井口資仁J・クリーディJ・ウリーベS・ポドセド · ニックA・ローワンドJ・ダイC・エバレット |
| 7                        | 一                       | D・アースタッド          | 左                       | J・ウォッシュバーンJ・モリーナD・アース · タッドA・ケネディR・クインランO・カブレラG・アンダーソンC・フィギンズV・ゲレーロB・モリーナ | 7                        | 捕                       | A・ピアジンスキー        | 左                       | M・バーリーA・ピアジンスキーP・コネルコ井口資仁J・クリーディJ・ウリーベS・ポドセド · ニックA・ローワンドJ・ダイC・エバレット |
| 8                        | 右                       | J・モリーナ              | 右                       | J・ウォッシュバーンJ・モリーナD・アース · タッドA・ケネディR・クインランO・カブレラG・アンダーソンC・フィギンズV・ゲレーロB・モリーナ | 8                        | 三                       | J・クリーディ            | 右                       | M・バーリーA・ピアジンスキーP・コネルコ井口資仁J・クリーディJ・ウリーベS・ポドセド · ニックA・ローワンドJ・ダイC・エバレット |
| 9                        | 二                       | A・ケネディ              | 左                       | J・ウォッシュバーンJ・モリーナD・アース · タッドA・ケネディR・クインランO・カブレラG・アンダーソンC・フィギンズV・ゲレーロB・モリーナ | 9                        | 遊                       | J・ウリーベ              | 右                       | M・バーリーA・ピアジンスキーP・コネルコ井口資仁J・クリーディJ・ウリーベS・ポドセド · ニックA・ローワンドJ・ダイC・エバレット |
| 先発投手                 | 先発投手                 | 先発投手                 | 投球                     | J・ウォッシュバーンJ・モリーナD・アース · タッドA・ケネディR・クインランO・カブレラG・アンダーソンC・フィギンズV・ゲレーロB・モリーナ | 先発投手                 | 先発投手                 | 先発投手                 | 投球                     | M・バーリーA・ピアジンスキーP・コネルコ井口資仁J・クリーディJ・ウリーベS・ポドセド · ニックA・ローワンドJ・ダイC・エバレット |
| J・ウォッシュバーン      | J・ウォッシュバーン      | J・ウォッシュバーン      | 左                       | J・ウォッシュバーンJ・モリーナD・アース · タッドA・ケネディR・クインランO・カブレラG・アンダーソンC・フィギンズV・ゲレーロB・モリーナ | M・バーリー              | M・バーリー              | M・バーリー              | 左                       | M・バーリーA・ピアジンスキーP・コネルコ井口資仁J・クリーディJ・ウリーベS・ポドセド · ニックA・ローワンドJ・ダイC・エバレット |

### 第3戦 10月14日
- エンゼル・スタジアム・オブ・アナハイム（カリフォルニア州アナハイム）

|                          | 1 | 2 | 3 | 4 | 5 | 6 | 7 | 8 | 9 | R | H  | E |
| ------------------------ | - | - | - | - | - | - | - | - | - | - | -- | - |
| シカゴ・ホワイトソックス | 3 | 0 | 1 | 0 | 1 | 0 | 0 | 0 | 0 | 5 | 11 | 0 |
| ロサンゼルス・エンゼルス | 0 | 0 | 0 | 0 | 0 | 2 | 0 | 0 | 0 | 2 | 4  | 0 |

1. 勝利：ジョン・ガーランド（1勝）
2. 敗戦：ジョン・ラッキー（1敗）
3. 本塁打
CWS：ポール・コネルコ1号2ラン
LAA：オーランド・カブレラ1号2ラン
4. 審判
［球審］テッド・バレット
［塁審］一塁: ロン・カルパ、二塁: エド・ラピュアーノ、三塁: ランディ・マーシュ
［外審］左翼: ジェリー・クロフォード、右翼: ダグ・エディングス
5. 試合開始時刻: 太平洋夏時間（UTC-7）午後5時28分  試合時間: 2時間42分  観客: 4万4725人  気温: 89°F（31.7°C）
詳細: MLB.com Gameday / ESPN.com / Baseball-Reference.com / Fangraphs

| シカゴ・ホワイトソックス | シカゴ・ホワイトソックス | シカゴ・ホワイトソックス | シカゴ・ホワイトソックス | シカゴ・ホワイトソックス | ロサンゼルス・エンゼルス | ロサンゼルス・エンゼルス | ロサンゼルス・エンゼルス | ロサンゼルス・エンゼルス | ロサンゼルス・エンゼルス |
| ------------------------ | ------------------------ | ------------------------ | ------------------------ | --- | ------------------------ | ------------------------ | ------------------------ | ------------------------ | --- |
| 打順                     | 守備                     | 選手                     | 打席                     | J・ガーランドA・ピアジンスキーP・コネルコ井口資仁J・クリーディJ・ウリーベS・ポドセド · ニックA・ローワンドJ・ダイC・エバレット | 打順                     | 守備                     | 選手                     | 打席                     | J・ラッキーB・モリーナD・アース · タッドA・ケネディC・フィギンズO・カブレラG・アンダーソンS・フィンリーV・ゲレーロJ・リベラ |
| 1                        | 左                       | S・ポドセドニック        | 左                       | J・ガーランドA・ピアジンスキーP・コネルコ井口資仁J・クリーディJ・ウリーベS・ポドセド · ニックA・ローワンドJ・ダイC・エバレット | 1                        | 三                       | C・フィギンズ            | 両                       | J・ラッキーB・モリーナD・アース · タッドA・ケネディC・フィギンズO・カブレラG・アンダーソンS・フィンリーV・ゲレーロJ・リベラ |
| 2                        | 二                       | 井口資仁                 | 右                       | J・ガーランドA・ピアジンスキーP・コネルコ井口資仁J・クリーディJ・ウリーベS・ポドセド · ニックA・ローワンドJ・ダイC・エバレット | 2                        | 遊                       | O・カブレラ              | 右                       | J・ラッキーB・モリーナD・アース · タッドA・ケネディC・フィギンズO・カブレラG・アンダーソンS・フィンリーV・ゲレーロJ・リベラ |
| 3                        | 右                       | J・ダイ                  | 右                       | J・ガーランドA・ピアジンスキーP・コネルコ井口資仁J・クリーディJ・ウリーベS・ポドセド · ニックA・ローワンドJ・ダイC・エバレット | 3                        | 右                       | V・ゲレーロ              | 右                       | J・ラッキーB・モリーナD・アース · タッドA・ケネディC・フィギンズO・カブレラG・アンダーソンS・フィンリーV・ゲレーロJ・リベラ |
| 4                        | 一                       | P・コネルコ              | 右                       | J・ガーランドA・ピアジンスキーP・コネルコ井口資仁J・クリーディJ・ウリーベS・ポドセド · ニックA・ローワンドJ・ダイC・エバレット | 4                        | 左                       | G・アンダーソン          | 左                       | J・ラッキーB・モリーナD・アース · タッドA・ケネディC・フィギンズO・カブレラG・アンダーソンS・フィンリーV・ゲレーロJ・リベラ |
| 5                        | DH                       | C・エバレット            | 両                       | J・ガーランドA・ピアジンスキーP・コネルコ井口資仁J・クリーディJ・ウリーベS・ポドセド · ニックA・ローワンドJ・ダイC・エバレット | 5                        | 捕                       | B・モリーナ              | 右                       | J・ラッキーB・モリーナD・アース · タッドA・ケネディC・フィギンズO・カブレラG・アンダーソンS・フィンリーV・ゲレーロJ・リベラ |
| 6                        | 中                       | A・ローワンド            | 右                       | J・ガーランドA・ピアジンスキーP・コネルコ井口資仁J・クリーディJ・ウリーベS・ポドセド · ニックA・ローワンドJ・ダイC・エバレット | 6                        | 一                       | D・アースタッド          | 左                       | J・ラッキーB・モリーナD・アース · タッドA・ケネディC・フィギンズO・カブレラG・アンダーソンS・フィンリーV・ゲレーロJ・リベラ |
| 7                        | 捕                       | A・ピアジンスキー        | 左                       | J・ガーランドA・ピアジンスキーP・コネルコ井口資仁J・クリーディJ・ウリーベS・ポドセド · ニックA・ローワンドJ・ダイC・エバレット | 7                        | DH                       | J・リベラ                | 右                       | J・ラッキーB・モリーナD・アース · タッドA・ケネディC・フィギンズO・カブレラG・アンダーソンS・フィンリーV・ゲレーロJ・リベラ |
| 8                        | 三                       | J・クリーディ            | 右                       | J・ガーランドA・ピアジンスキーP・コネルコ井口資仁J・クリーディJ・ウリーベS・ポドセド · ニックA・ローワンドJ・ダイC・エバレット | 8                        | 中                       | S・フィンリー            | 左                       | J・ラッキーB・モリーナD・アース · タッドA・ケネディC・フィギンズO・カブレラG・アンダーソンS・フィンリーV・ゲレーロJ・リベラ |
| 9                        | 遊                       | J・ウリーベ              | 右                       | J・ガーランドA・ピアジンスキーP・コネルコ井口資仁J・クリーディJ・ウリーベS・ポドセド · ニックA・ローワンドJ・ダイC・エバレット | 9                        | 二                       | A・ケネディ              | 左                       | J・ラッキーB・モリーナD・アース · タッドA・ケネディC・フィギンズO・カブレラG・アンダーソンS・フィンリーV・ゲレーロJ・リベラ |
| 先発投手                 | 先発投手                 | 先発投手                 | 投球                     | J・ガーランドA・ピアジンスキーP・コネルコ井口資仁J・クリーディJ・ウリーベS・ポドセド · ニックA・ローワンドJ・ダイC・エバレット | 先発投手                 | 先発投手                 | 先発投手                 | 投球                     | J・ラッキーB・モリーナD・アース · タッドA・ケネディC・フィギンズO・カブレラG・アンダーソンS・フィンリーV・ゲレーロJ・リベラ |
| J・ガーランド            | J・ガーランド            | J・ガーランド            | 右                       | J・ガーランドA・ピアジンスキーP・コネルコ井口資仁J・クリーディJ・ウリーベS・ポドセド · ニックA・ローワンドJ・ダイC・エバレット | J・ラッキー              | J・ラッキー              | J・ラッキー              | 右                       | J・ラッキーB・モリーナD・アース · タッドA・ケネディC・フィギンズO・カブレラG・アンダーソンS・フィンリーV・ゲレーロJ・リベラ |

### 第4戦 10月15日
- エンゼル・スタジアム・オブ・アナハイム（カリフォルニア州アナハイム）

|                          | 1 | 2 | 3 | 4 | 5 | 6 | 7 | 8 | 9 | R | H | E |
| ------------------------ | - | - | - | - | - | - | - | - | - | - | - | - |
| シカゴ・ホワイトソックス | 3 | 0 | 1 | 1 | 1 | 0 | 0 | 2 | 0 | 8 | 8 | 1 |
| ロサンゼルス・エンゼルス | 0 | 1 | 0 | 1 | 0 | 0 | 0 | 0 | 0 | 2 | 6 | 1 |

1. 勝利：フレディ・ガルシア（1勝）
2. 敗戦：アービン・サンタナ（1敗）
3. 本塁打
CWS：ポール・コネルコ2号3ラン、A.J.ピアジンスキー1号ソロ
4. 審判
［球審］ロン・カルパ
［塁審］一塁: エド・ラピュアーノ、二塁: ランディ・マーシュ、三塁: ジェリー・クロフォード
［外審］左翼: ダグ・エディングス、右翼: テッド・バレット
5. 試合開始時刻: 太平洋夏時間（UTC-7）午後5時16分  試合時間: 2時間46分  観客: 4万4857人  気温: 69°F（20.6°C）
詳細: MLB.com Gameday / ESPN.com / Baseball-Reference.com / Fangraphs

| シカゴ・ホワイトソックス | シカゴ・ホワイトソックス | シカゴ・ホワイトソックス | シカゴ・ホワイトソックス | シカゴ・ホワイトソックス | ロサンゼルス・エンゼルス | ロサンゼルス・エンゼルス | ロサンゼルス・エンゼルス | ロサンゼルス・エンゼルス | ロサンゼルス・エンゼルス |
| ------------------------ | ------------------------ | ------------------------ | ------------------------ | --- | ------------------------ | ------------------------ | ------------------------ | ------------------------ | --- |
| 打順                     | 守備                     | 選手                     | 打席                     | F・ガルシアA・ピアジンスキーP・コネルコ井口資仁J・クリーディJ・ウリーベS・ポドセド · ニックA・ローワンドJ・ダイC・エバレット | 打順                     | 守備                     | 選手                     | 打席                     | E・サンタナB・モリーナD・アース · タッドA・ケネディC・フィギンズO・カブレラG・アンダーソンS・フィンリーV・ゲレーロC・コッチマン |
| 1                        | 左                       | S・ポドセドニック        | 左                       | F・ガルシアA・ピアジンスキーP・コネルコ井口資仁J・クリーディJ・ウリーベS・ポドセド · ニックA・ローワンドJ・ダイC・エバレット | 1                        | 三                       | C・フィギンズ            | 両                       | E・サンタナB・モリーナD・アース · タッドA・ケネディC・フィギンズO・カブレラG・アンダーソンS・フィンリーV・ゲレーロC・コッチマン |
| 2                        | 二                       | 井口資仁                 | 右                       | F・ガルシアA・ピアジンスキーP・コネルコ井口資仁J・クリーディJ・ウリーベS・ポドセド · ニックA・ローワンドJ・ダイC・エバレット | 2                        | 遊                       | O・カブレラ              | 右                       | E・サンタナB・モリーナD・アース · タッドA・ケネディC・フィギンズO・カブレラG・アンダーソンS・フィンリーV・ゲレーロC・コッチマン |
| 3                        | 右                       | J・ダイ                  | 右                       | F・ガルシアA・ピアジンスキーP・コネルコ井口資仁J・クリーディJ・ウリーベS・ポドセド · ニックA・ローワンドJ・ダイC・エバレット | 3                        | 右                       | V・ゲレーロ              | 右                       | E・サンタナB・モリーナD・アース · タッドA・ケネディC・フィギンズO・カブレラG・アンダーソンS・フィンリーV・ゲレーロC・コッチマン |
| 4                        | 一                       | P・コネルコ              | 右                       | F・ガルシアA・ピアジンスキーP・コネルコ井口資仁J・クリーディJ・ウリーベS・ポドセド · ニックA・ローワンドJ・ダイC・エバレット | 4                        | 左                       | G・アンダーソン          | 左                       | E・サンタナB・モリーナD・アース · タッドA・ケネディC・フィギンズO・カブレラG・アンダーソンS・フィンリーV・ゲレーロC・コッチマン |
| 5                        | DH                       | C・エバレット            | 両                       | F・ガルシアA・ピアジンスキーP・コネルコ井口資仁J・クリーディJ・ウリーベS・ポドセド · ニックA・ローワンドJ・ダイC・エバレット | 5                        | 一                       | D・アースタッド          | 左                       | E・サンタナB・モリーナD・アース · タッドA・ケネディC・フィギンズO・カブレラG・アンダーソンS・フィンリーV・ゲレーロC・コッチマン |
| 6                        | 中                       | A・ローワンド            | 右                       | F・ガルシアA・ピアジンスキーP・コネルコ井口資仁J・クリーディJ・ウリーベS・ポドセド · ニックA・ローワンドJ・ダイC・エバレット | 6                        | DH                       | C・コッチマン            | 左                       | E・サンタナB・モリーナD・アース · タッドA・ケネディC・フィギンズO・カブレラG・アンダーソンS・フィンリーV・ゲレーロC・コッチマン |
| 7                        | 捕                       | A・ピアジンスキー        | 左                       | F・ガルシアA・ピアジンスキーP・コネルコ井口資仁J・クリーディJ・ウリーベS・ポドセド · ニックA・ローワンドJ・ダイC・エバレット | 7                        | 捕                       | B・モリーナ              | 右                       | E・サンタナB・モリーナD・アース · タッドA・ケネディC・フィギンズO・カブレラG・アンダーソンS・フィンリーV・ゲレーロC・コッチマン |
| 8                        | 三                       | J・クリーディ            | 右                       | F・ガルシアA・ピアジンスキーP・コネルコ井口資仁J・クリーディJ・ウリーベS・ポドセド · ニックA・ローワンドJ・ダイC・エバレット | 8                        | 中                       | S・フィンリー            | 左                       | E・サンタナB・モリーナD・アース · タッドA・ケネディC・フィギンズO・カブレラG・アンダーソンS・フィンリーV・ゲレーロC・コッチマン |
| 9                        | 遊                       | J・ウリーベ              | 右                       | F・ガルシアA・ピアジンスキーP・コネルコ井口資仁J・クリーディJ・ウリーベS・ポドセド · ニックA・ローワンドJ・ダイC・エバレット | 9                        | 二                       | A・ケネディ              | 左                       | E・サンタナB・モリーナD・アース · タッドA・ケネディC・フィギンズO・カブレラG・アンダーソンS・フィンリーV・ゲレーロC・コッチマン |
| 先発投手                 | 先発投手                 | 先発投手                 | 投球                     | F・ガルシアA・ピアジンスキーP・コネルコ井口資仁J・クリーディJ・ウリーベS・ポドセド · ニックA・ローワンドJ・ダイC・エバレット | 先発投手                 | 先発投手                 | 先発投手                 | 投球                     | E・サンタナB・モリーナD・アース · タッドA・ケネディC・フィギンズO・カブレラG・アンダーソンS・フィンリーV・ゲレーロC・コッチマン |
| F・ガルシア              | F・ガルシア              | F・ガルシア              | 右                       | F・ガルシアA・ピアジンスキーP・コネルコ井口資仁J・クリーディJ・ウリーベS・ポドセド · ニックA・ローワンドJ・ダイC・エバレット | E・サンタナ              | E・サンタナ              | E・サンタナ              | 右                       | E・サンタナB・モリーナD・アース · タッドA・ケネディC・フィギンズO・カブレラG・アンダーソンS・フィンリーV・ゲレーロC・コッチマン |

### 第5戦 10月16日
- エンゼル・スタジアム・オブ・アナハイム（カリフォルニア州アナハイム）

|                          | 1 | 2 | 3 | 4 | 5 | 6 | 7 | 8 | 9 | R | H | E |
| ------------------------ | - | - | - | - | - | - | - | - | - | - | - | - |
| シカゴ・ホワイトソックス | 0 | 1 | 0 | 0 | 1 | 0 | 1 | 1 | 2 | 6 | 8 | 1 |
| ロサンゼルス・エンゼルス | 0 | 0 | 1 | 0 | 2 | 0 | 0 | 0 | 0 | 3 | 5 | 2 |

1. 勝利：ホセ・コントレラス（1勝1敗）
2. 敗戦：ケルビム・エスコバー（2敗）
3. 本塁打
CWS：ジョー・クリーディ2号ソロ
4. 審判
［球審］エド・ラピュアーノ
［塁審］一塁: ランディ・マーシュ、二塁: ジェリー・クロフォード、三塁: ダグ・エディングス
［外審］左翼: テッド・バレット、右翼: ロン・カルパ
5. 試合開始時刻: 太平洋夏時間（UTC-7）午後5時29分  試合時間: 3時間11分  観客: 4万4712人  気温: 64°F（17.8°C）
詳細: MLB.com Gameday / ESPN.com / Baseball-Reference.com / Fangraphs

| シカゴ・ホワイトソックス | シカゴ・ホワイトソックス | シカゴ・ホワイトソックス | シカゴ・ホワイトソックス | シカゴ・ホワイトソックス | ロサンゼルス・エンゼルス | ロサンゼルス・エンゼルス | ロサンゼルス・エンゼルス | ロサンゼルス・エンゼルス | ロサンゼルス・エンゼルス                                                                                                  |
| ------------------------ | ------------------------ | ------------------------ | ------------------------ | --- | ------------------------ | ------------------------ | ------------------------ | ------------------------ | --- |
| 打順                     | 守備                     | 選手                     | 打席                     | J・コントレラスA・ピアジンスキーP・コネルコ井口資仁J・クリーディJ・ウリーベS・ポドセド · ニックA・ローワンドJ・ダイC・エバレット | 打順                     | 守備                     | 選手                     | 打席                     | P・バードB・モリーナD・アース · タッドA・ケネディC・フィギンズO・カブレラJ・リベラG・アンダーソンV・ゲレーロC・コッチマン |
| 1                        | 左                       | S・ポドセドニック        | 左                       | J・コントレラスA・ピアジンスキーP・コネルコ井口資仁J・クリーディJ・ウリーベS・ポドセド · ニックA・ローワンドJ・ダイC・エバレット | 1                        | 三                       | C・フィギンズ            | 両                       | P・バードB・モリーナD・アース · タッドA・ケネディC・フィギンズO・カブレラJ・リベラG・アンダーソンV・ゲレーロC・コッチマン |
| 2                        | 二                       | 井口資仁                 | 右                       | J・コントレラスA・ピアジンスキーP・コネルコ井口資仁J・クリーディJ・ウリーベS・ポドセド · ニックA・ローワンドJ・ダイC・エバレット | 2                        | 遊                       | O・カブレラ              | 右                       | P・バードB・モリーナD・アース · タッドA・ケネディC・フィギンズO・カブレラJ・リベラG・アンダーソンV・ゲレーロC・コッチマン |
| 3                        | 右                       | J・ダイ                  | 右                       | J・コントレラスA・ピアジンスキーP・コネルコ井口資仁J・クリーディJ・ウリーベS・ポドセド · ニックA・ローワンドJ・ダイC・エバレット | 3                        | 中                       | G・アンダーソン          | 左                       | P・バードB・モリーナD・アース · タッドA・ケネディC・フィギンズO・カブレラJ・リベラG・アンダーソンV・ゲレーロC・コッチマン |
| 4                        | 一                       | P・コネルコ              | 右                       | J・コントレラスA・ピアジンスキーP・コネルコ井口資仁J・クリーディJ・ウリーベS・ポドセド · ニックA・ローワンドJ・ダイC・エバレット | 4                        | 右                       | V・ゲレーロ              | 右                       | P・バードB・モリーナD・アース · タッドA・ケネディC・フィギンズO・カブレラJ・リベラG・アンダーソンV・ゲレーロC・コッチマン |
| 5                        | DH                       | C・エバレット            | 両                       | J・コントレラスA・ピアジンスキーP・コネルコ井口資仁J・クリーディJ・ウリーベS・ポドセド · ニックA・ローワンドJ・ダイC・エバレット | 5                        | 一                       | D・アースタッド          | 左                       | P・バードB・モリーナD・アース · タッドA・ケネディC・フィギンズO・カブレラJ・リベラG・アンダーソンV・ゲレーロC・コッチマン |
| 6                        | 中                       | A・ローワンド            | 右                       | J・コントレラスA・ピアジンスキーP・コネルコ井口資仁J・クリーディJ・ウリーベS・ポドセド · ニックA・ローワンドJ・ダイC・エバレット | 6                        | 捕                       | B・モリーナ              | 右                       | P・バードB・モリーナD・アース · タッドA・ケネディC・フィギンズO・カブレラJ・リベラG・アンダーソンV・ゲレーロC・コッチマン |
| 7                        | 捕                       | A・ピアジンスキー        | 左                       | J・コントレラスA・ピアジンスキーP・コネルコ井口資仁J・クリーディJ・ウリーベS・ポドセド · ニックA・ローワンドJ・ダイC・エバレット | 7                        | DH                       | C・コッチマン            | 左                       | P・バードB・モリーナD・アース · タッドA・ケネディC・フィギンズO・カブレラJ・リベラG・アンダーソンV・ゲレーロC・コッチマン |
| 8                        | 三                       | J・クリーディ            | 右                       | J・コントレラスA・ピアジンスキーP・コネルコ井口資仁J・クリーディJ・ウリーベS・ポドセド · ニックA・ローワンドJ・ダイC・エバレット | 8                        | 左                       | J・リベラ                | 右                       | P・バードB・モリーナD・アース · タッドA・ケネディC・フィギンズO・カブレラJ・リベラG・アンダーソンV・ゲレーロC・コッチマン |
| 9                        | 遊                       | J・ウリーベ              | 右                       | J・コントレラスA・ピアジンスキーP・コネルコ井口資仁J・クリーディJ・ウリーベS・ポドセド · ニックA・ローワンドJ・ダイC・エバレット | 9                        | 二                       | A・ケネディ              | 左                       | P・バードB・モリーナD・アース · タッドA・ケネディC・フィギンズO・カブレラJ・リベラG・アンダーソンV・ゲレーロC・コッチマン |
| 先発投手                 | 先発投手                 | 先発投手                 | 投球                     | J・コントレラスA・ピアジンスキーP・コネルコ井口資仁J・クリーディJ・ウリーベS・ポドセド · ニックA・ローワンドJ・ダイC・エバレット | 先発投手                 | 先発投手                 | 先発投手                 | 投球                     | P・バードB・モリーナD・アース · タッドA・ケネディC・フィギンズO・カブレラJ・リベラG・アンダーソンV・ゲレーロC・コッチマン |
| J・コントレラス          | J・コントレラス          | J・コントレラス          | 右                       | J・コントレラスA・ピアジンスキーP・コネルコ井口資仁J・クリーディJ・ウリーベS・ポドセド · ニックA・ローワンドJ・ダイC・エバレット | P・バード                | P・バード                | P・バード                | 右                       | P・バードB・モリーナD・アース · タッドA・ケネディC・フィギンズO・カブレラJ・リベラG・アンダーソンV・ゲレーロC・コッチマン |